# Уфе
Уфѐ (на френски: Ouffet) е селище в Югоизточна Белгия, окръг Юи на провинция Лиеж. Населението му е около 2500 души (2006).

### Побратимени градове
- Ване, Франция